# Cazaux-Savès
 Cazaux-Savès  (en occitano Casaus Savés) es una población y comuna francesa, ubicada en la región de Mediodía-Pirineos, departamento de Gers, en el distrito de Auch y cantón de Samatan, en la región natural del Savès.
Se encuentra atravesada por el río Save.

## Demografía
| 173 | 137 | 145 | 120 | 134 | 138 |
| Para los censos de 1962 a 1999 la población legal corresponde a la población sin duplicidades (Fuente: INSEE [Consultar]) |     |     |     |     |     |

## Lugares de interés
- El Castillo de Caumont, renacentista.